# Glyphodes paralellalis
Glyphodes paralellalis là một loài bướm đêm trong họ Crambidae.